# Ewa Bagińska
Ewa Mirlena Bagińska (ur. 1971) – polska prawnik, profesor nauk prawnych, profesor zwyczajny Uniwersytetu Gdańskiego, specjalistka w zakresie prawa cywilnego.

## Życiorys
W 1995 ukończyła studia prawniczej na Wydziale Prawa i Administracji Uniwersytetu Mikołaja Kopernika i została zatrudniona w Katedrze Prawa Cywilnego i Międzynarodowego Obrotu Gospodarczego tego Uniwersytetu. W 1997 r. ukończyła aplikację sądową. W l. 1998-99 odbyła roczne stypendium Fulbrighta na Catholic University of America w Waszyngtonie. W 1999 na podstawie napisanej pod kierunkiem Mirosława Nesterowicza rozprawy pt. Odpowiedzialność za produkt w USA otrzymała na Wydziale Prawa i Administracji Uniwersytetu Mikołaja Kopernika stopień naukowy doktora nauk prawnych w zakresie prawa, specjalność: prawo cywilne. Tam też w 2006 na podstawie dorobku naukowego oraz rozprawy pt. Odpowiedzialność odszkodowawcza za wykonywanie władzy publicznej uzyskała stopień doktora habilitowanego nauk prawnych w zakresie prawa. Od 2007 r. pracuje w Katedrze Prawa Cywilnego na Wydziale Prawa i Administracji Uniwersytetu Gdańskiego i obecnie jest kierownikiem tej Katedry. W 2015 r. otrzymała tytuł profesora nauk prawnych. 
Pełni funkcję zastępcy przewodniczącego Komitetu Nauk Prawnych Polskiej Akademii Nauk.
Od 2024 członkini rady nadzorczej Enea.